# Photoakustischer Effekt
Der photoakustische Effekt (PAE), auch optoakustischer Effekt genannt, ist ein physikalischer Effekt, den sich die Optoakustik zunutze macht. Er beschreibt die Umwandlung von Lichtenergie in akustische Energie (Schall).
Erstmals beschrieben wurde der photoakustische Effekt 1880 von Alexander Graham Bell. Bereits kurz danach veröffentlichten auch andere namhafte Wissenschaftler wie Rayleigh, Wilhelm Conrad Röntgen und John Tyndall Arbeiten zu diesem Effekt.

## Beschreibung
Wird ein Ausbreitungsmedium mit Licht bestrahlt, so wird ein Teil der Lichtenergie von dem Medium aufgenommen (absorbiert) und in Wärmeenergie umgewandelt. Durch die Wärmeleitung verteilt sich die Energie nach endlicher Zeit im Medium und es stellt sich eine minimal erhöhte Temperatur im Medium ein (Wärmeverluste durch Wärmestrahlung usw. werden zur Vereinfachung nicht betrachtet). Durch die Wärmezufuhr kommt es unter anderem zur Volumenvergrößerung bzw. zur Dichteabnahme.
Wird das Medium mit einer Folge von Lichtblitzen bestrahlt, kommt es zu einer periodischen Erwärmung und „Abkühlung“. Dieser ständige Wechsel von Volumenausdehnung und -verringerung stellt eine Schallquelle dar. Das kann Körperschall im Festkörper oder normaler Schall im Gas sein.

## Anwendung
Der photoakustische Effekt wird unter anderem bei der photoakustischen Spektroskopie und der photoakustischen Tomografie zur Untersuchung von Gasen, Festkörpern und Geweben eingesetzt.